# Sanko Sakusen

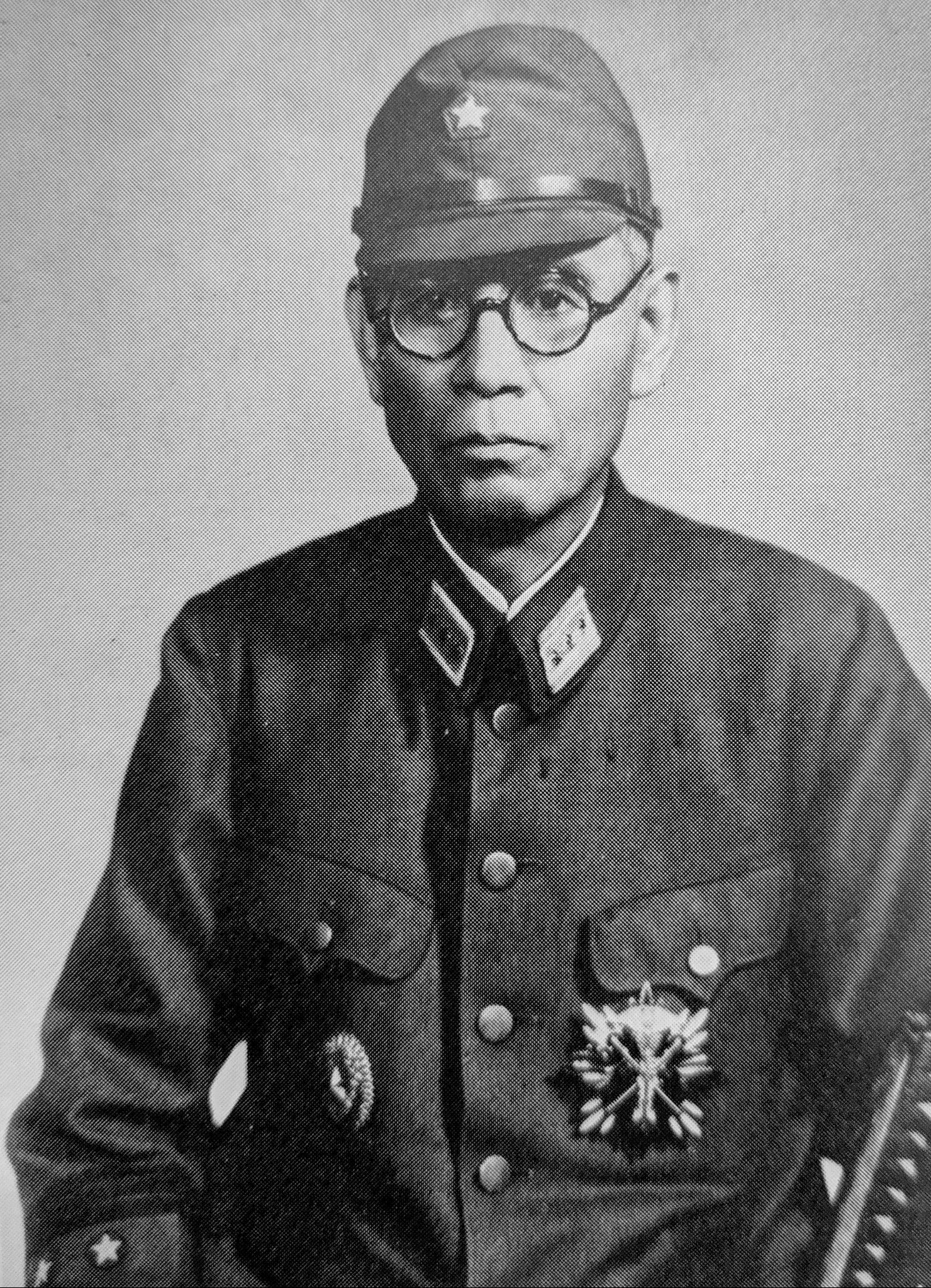
General Yasuji Okamura.

O Sanko Sakusen (em japonês) ou Política dos Três Tudos, conhecido em chinês como Sānguāng Zhèngcè foi uma tática japonesa de terra queimada adotada na China durante a Segunda Guerra Mundial, os "três tudos" significando: "Matem Tudo", "Queimem Tudo" e "Saqueiem Tudo". Nos documentos japoneses, a política era originalmente citada como Jinmetsu Sakusen ("estratégia de queimar até as cinzas"). Esta política foi projetada como uma retaliação contra os comunistas chineses, em sequência à Ofensiva dos Cem Regimentos.
O nome "Sanko Sakusen", baseado na expressão chinesa, popularizou-se inicialmente no Japão em 1957, quando um ex-soldado japonês, recém-saído do centro de internação de crimes de guerra de Fushun, escreveu um livro controvertido denominado "Sankō, Nihonjin no Chūgoku ni okeru sensō hanzai no kokuhaku" ("Os Três Tudos: Confissões Japonesas de Crimes de Guerra na China", nova edição: Kanki Haruo, 1979), na qual vários veteranos japoneses confessaram crimes de guerra cometidos sob o comando do general Yasuji Okamura. Os editores foram forçados a retirar o livro de mercado, depois de receber ameaças de morte de grupos de extrema direita e ultra-nacionalistas.